# Bossy Bo
Bo Rasmussen, der er bedre kendt under sit alias Bossy Bo (født 1970, København) er en dansk rapper og producer, der er kendt som den ene tredjedel af bandet Østkyst Hustlers.

## Karriere
Han debuterede med FlopStarz Flop de gør det i 1990. Fra 1993 til 1995 lavede han radioføljetonen Bo, han hadede ikke julen, men det var tæt på på P3's Børneradio sammen med Nikolaj Peyk og Jazzy H. Sammen lavede de efterfølgende Verdens længste rap under navnet Østkyst Hustlers, der modtog en grammy til Danish Music Awards og solgte platin.
Samarbejdet fortsatte og Østkyst Hustlers udgav Fuld af Løgn og Så Hold Dog Kæft!, der begge modtog priser til Danish Music Awards. I 2020 udkom det første Østkyst Hustlers album i 22 år, kaldet Titusind Timer.
Sammen med Anders Matthesen har han lavet Hva' snakker du om? – Den ka' byttes Vol. 1 og Terkel i knibe og soundtracket til filmatiseringen fra 2004. Han modtog Robert for årets score for sidstnævnte i 2005. I 2010 medvirkede han desuden på sangen "Superstars" på Matthesens andet rapalbum Villa Peakstate. Udover Matthesen selv medvirkede også Einar Enemark (kendt som MC Einar) og Jazzy H. Albummet fik dog ekstremt dårlige anmeldelser.
Fra 2002 til 2004 samarbejdede han med Wikke og Rasmussen om satireindslag til P4.
Bo skabte kending og jingler til DR's satireserie Rytteriet.

## Diskografi
Med Flopstarz
- Flop, De Gør Det (1991)

Med Østkyst Hustlers
- Verdens Længste Rap (1995)
- Fuld af Løgn (1996)
- Så Hold Dog Kæft (1998)
- Hustlerstil 1995-2005 (2005)
- Titusind Timer (2020)

Gæsteoptræden
- "Superstars" på Villa Peakstate (2010) af Anders Matthesen